# Глинянська брама (Львів)
Глиня́нська бра́ма (В'їзна брама) — пам'ятка оборонної архітектури пізнього ренесансу у Львові, частина фортифікацій Комплексу бернардинського монастиря. 

## Опис
Пам'ятка розташована на площі Митній. Пам'ятка є найбільш збереженим фрагментом стародавніх фортифікацій Львова.
Із заходу, разом з монастирськими будівлями, мур утворює велике замкнене подвір'я у формі трикутника. Споруда мурована із каменю та цегли, видовжена з півночі на південь, у верхньому ярусі ряд вікон-бійниць.
Центр стіни акцентований квадратною в плані вежею з арковим проїздом, критою шатровим дахом. Перед муром реконструйовано давній рів. З протилежної, західної сторони муру реконструйовано дерев'яні галереї.
В 1976–1977 роках була проведена реконструкція під керівництвом архітекторів Андрія Новаківського й Костянтина Присяжного. У стіні та вежі тепер містяться приміщення інституту «Укрзахідпроектреставрація». У північно-східному куті — адміністрація історико-архітектурного заповідника.
У планах на 2018 рік оновити простір під Глинянською брамою, а саме рів під брамою, що імітує оборонну споруду, планують залити водою та облаштувати дуже плаский фонтан, а на пішохідному просторі мають покращити умови для пішоходів. У травні 2018 року вже відремонтовано дерев’яний місток у брамі Глинянської вежі, який веде з Бернардинського дворика до площі Митної.